# Richard Mansell
Richard Christopher Mansell (octubre de 1813 - 25 de mayo de 1904) fue un ingeniero ferroviario británico. En la década de 1840 inventó un tipo de rueda con el centro de madera maciza (conocida como rueda Mansell), empleado en los coches de viajeros.

## Semblanza
Mansell nació en 1813 en Liverpool. Era el segundo de los cinco hijos de John Mansell, oficial de aduanas en Liverpool, y de su esposa Margaret Rothwell. Fue superintendente de material remolcado del Ferrocarril del Sureste (SER) en Ashford en 1851, y posteriormente accedió al cargo de director de obras de la compañía, en la que en 1877 sucedió a Alfred Mellor Watkin como superintendente de locomotoras. Cuando fue sustituido en este cargo por James Stirling en 1878, Mansell reasumió el puesto de director de obra hasta su retiro en enero de 1882. Al salir, se le otorgó una pensión anual de consultoría de cincuenta guineas.
En 1816 se casó con Elizabeth Birchall Norris (1816-1873), con quien tuvo tres hijos: Margaret, James Thomas y James Rothwell. En 1874 se casó en segundas nupcias con Emmeline Aldgate Clark (1833-1912), con quien tuvo dos hijos más: Albert y Emmeline.
Mansell falleció en Long Marton, Westmorland, en 1904, a los 90 años de edad.

## Realizaciones

### Coches de pasajeros
R. C. Mansell fue el inventor de la rueda Mansell, un tipo de rueda para los coches de pasajeros compuesta de madera y metal, de la que obtuvo patentes en 1848, 1862 y 1866.
La generalización del uso del diseño de Mansell en lugar de otros métodos de fijación de las llantas a las ruedas está vinculado a una serie de graves accidentes ferroviarios provocados por la rotura de ruedas de fundición, de acuerdo con las investigaciones oficiales de la Cámara de Comercio, especialmente después de los accidentes del Gran Ferrocarril del Norte en Hatfield (el 26 de diciembre de 1870) y del Great Western Railway en Skipton-on-Cherwell (el 24 de diciembre de 1874).
En 1874 había más de 20.000 juegos de ruedas Mansell en uso.

### Locomotoras
Como superintendente de locomotoras, Mansell fue responsable del diseño de una docena de locomotoras: 9 unidades del tipo 0-4-4T [1878] y otras 3  unidades del tipo 0-6-0 [terminadas en 1879, con otras 7 canceladas]. Tres máquinas del tipo 0-6-0T, que habían sido diseñadas por Cudworth también se completaron bajo la supervisión de Mansell en 1877. Ninguna de sus máquinas tuvo una vida útil destacada. Las locomotoras tanque duraron unos 12 años, y las 0-6-0 aproximadamente el doble.